# Lie: The Love and Terror Cult
Lie: The Love and Terror Cult — музыкальный альбом серийного убийцы и автора-исполнителя Чарльза Мэнсона, изданный в 1970 году.

## Предыстория
Отбывая 7-летнее тюремное заключение на острове Макнил, штат Вашингтон, Чарльз Мэнсон свёл дружбу с Элвином Карписом — гангстером из «банды Баркеров-Карписа», действовавшей в период «Великой депрессии». В свободное время он брал у Карписа уроки игры на гитаре и сочинял песни — согласно записи из тюремного журнала, только в течение 1965 года им было написано около 80 ~ 90 текстов.
Карпис вспоминал о Мэнсоне в автобиографии под названием On the Rock: Twenty-five Years at Alcatraz: «Этот парень подошёл ко мне и попросил уроки музыки. Он хотел освоить гитару и стать музыкальной звездой. „Малыш Чарли“ так ленив и беспомощен, я сомневался, что он сможет выделять время, необходимое для обучения. Малец в учреждениях всю свою жизнь — сперва в сиротских, затем в исправительных, и наконец, в федеральной тюрьме. Его мать, проститутка, никогда не была рядом, чтобы заботиться о нём. Я решил, вот время кому-то сделать что-то для него, и, к моему удивлению, он быстро выучился».

## Запись и выпуск
Выйдя на свободу в 1967 году, Чарльз записал материал для альбома в один день, 11 сентября. Впоследствии он собрал вокруг себя преступную общину, получившую известность как «Семья». Его бывший сокамерник по тюрьме на острове Терминал, штат Калифорния, — Фил Кауфман, упорно уговаривал лидера «Семьи» делать новые музыкальные записи. 9 августа 1968 года Мэнсон повторно исполнил уже готовые песни, после чего этот материал был наложен поверх старой записи.
В августе 1969 года печально известная «Семья» совершила убийства Тейт/Ла Бьянка и вскоре была арестована. Фил Кауфман при помощи бутлегеров Западного побережья подготовил 2000 экземпляров альбома Чарльза Мэнсона, чтобы оплатить его судебную защиту. Запись 14-ти песен, озаглавленная Lie: The Love and Terror Cult, была выпущена подпольно в Сан-Франциско и Лос-Анджелесе 6 марта 1970 года. Поначалу было продано только 300 экземпляров из 2000 изготовленных.
Альбом покрывала переработанная обложка журнала LIFE с Чарльзом Мэнсоном — из названия издания была удалена буква f, из заголовков The Love and Terror cult. The man who was their leader. The charge of multiple murder. The dark edge of hippie life. (рус. Культ любви и террора. Человек, который был их лидером. Обвинение в тяжком убийстве нескольких лиц. Тёмная сторона жизни хиппи.) была стёрта последняя строчка, а дата 19 декабря 1969 и цена 40¢ были закрыты наклейкой лейбла Awareness Records. Через некоторое время Кауфман договорился о выпуске альбома на национальном уровне — Lie: The Love and Terror Cult с 12-ю новыми треками был издан нью-йоркским лейблом ESP-Disk.

## Влияние на культуру
Песни с Lie: The Love and Terror Cult стали объектом кавер-версий и семплирования для множества американских музыкантов, неполный список которых включает в себя The Beach Boys, Redd Kross, The Lemonheads, Guns N’ Roses, Marilyn Manson, The Brian Jonestown Massacre.
В 1969 году на альбоме The Beach Boys 20/20 вышла композиция «Never Learn Not To Love», изначально написанная Чарльзом Мэнсоном и ударником The Beach Boys Деннисом Уилсоном под названием «Cease to Exis». Текст версии, выпущенной на 20/20, был заметно переработан Уилсоном, так что Мэнсон не был указан группой в качестве соавтора. Кавер-версию оригинальной «Cease to Exis» записала группа Redd Kross — песня вышла в 1982 году на альбоме Born Innocent, который также содержал посвящение Мэнсону — трек «Charlie». В 1988 году ансамбль The Lemonheads записал песню «Home Is Where You’re Happy» для своего диска Creator.
К одной из наиболее неоднозначных кавер-версий относится «Look at Your Game, Girl» в исполнении Guns N’ Roses — композиция вошла на пластинку The Spaghetti Incident? 1993 года по желанию лидера группы Эксла Роуза и с неохотного согласия его коллег по группе. Трек, в финале которого Роуз шепчет «Thanks, Chas», вызвал негодование руководства лейбла Guns N’ Roses, Geffen Records, и резкую критику судебного обвинителя Мэнсона, Винсента Буглиози: «Это печальный комментарий к правосудию в Америке, что дело убийцы, который должен был получить смертную казнь, заканчивается тем, что его песня появляется в хитовом рок-альбоме». Вскоре представители Geffen Records объявили, что сыну убитого «Семьёй» Войцеха Фриковски, Бартеку Фриковски, будет выплачиваться роялти от продаж The Spaghetti Incident?.
В 1994 году Брайан Хью Уорнер, более известный как Мэрилин Мэнсон, использовал семплы из «Mechanical Man» в песне «My Monkey», выпущенной на альбоме музыкального коллектива Marilyn Manson Portrait of an American Family. Исполнитель также записал кавер-версию «Sick City» Чарльза Мэнсона. The Brian Jonestown Massacre переработали песню «Arkansas», издав её под названием «Arkansas Revisited» на своём мини-альбоме Bringing It All Back Home — Again 1999 года.
Лицо Чарльза, изображённое на обложках LIFE и Lie: The Love and Terror Cult, было увековечено на принтах для футболок и в качестве граффити. Футболку с Мэнсоном можно было увидеть на лидере Guns N’ Roses во время гастрольного тура в поддержку двойного альбома Use Your Illusion в 1992 году. К образу серийного убийцы в уличном искусстве обращался, в числе прочих, художник, известный под псевдонимом Бэнкси.

## Список композиций
| №   | Название                         | Длительность |
| --- | -------------------------------- | ------------ |
| 1.  | «Look at Your Game, Girl»        | 2:03         |
| 2.  | «Ego»                            | 2:27         |
| 3.  | «Mechanical Man»                 | 3:18         |
| 4.  | «People Say I’m No Good»         | 3:20         |
| 5.  | «Home Is Where You’re Happy»     | 1:29         |
| 6.  | «Arkansas»                       | 3:03         |
| 7.  | «I’ll Never Say Never to Always» | 0:41         |
| 8.  | «Garbage Dump»                   | 2:34         |
| 9.  | «Don’t Do Anything Illegal»      | 2:52         |
| 10. | «Sick City»                      | 1:36         |
| 11. | «Cease to Exis»                  | 2:12         |
| 12. | «Big Iron Door»                  | 1:10         |
| 13. | «I Once Knew a Man»              | 2:33         |
| 14. | «Eyes of a Dreamer»              | 2:35         |

| №   | Название                                      | Длительность |
| --- | --------------------------------------------- | ------------ |
| 15. | «Devil Man»                                   | 3:15         |
| 16. | «The More You Love»                           | 1:41         |
| 17. | «Two Pairs of Shoes»                          | 1:56         |
| 18. | «Maiden with Green Eyes (Remember Me)»        | 1:24         |
| 19. | «Swamp Girl»                                  | 1:58         |
| 20. | «Bet You Think I Care»                        | 2:12         |
| 21. | «Look At Your Game, Girl (Alternate Version)» | 1:45         |
| 22. | «Interview»                                   | 3:17         |
| 23. | «Who to Blame»                                | 2:26         |
| 24. | «True Love You Will Find»                     | 2:52         |
| 25. | «My World»                                    | 1:45         |
| 26. | «Invisible Tears»                             | 1:33         |